# Wahlkreis Hartlepool
Hartlepool ist ein Wahlkreis für die Wahl zum Unterhaus des britischen Parlaments. Die Abgeordnete des Wahlkreises im Unterhaus ist seit 2021 Jill Mortimer von der Conservative Party. Der Wahlkreis umfasst das Gebiet der Stadt Hartlepool sowie benachbarte Ortschaften.
Die Labour Party hatte seit der ersten Wahl in diesem Wahlkreis, der Unterhauswahl im Februar 1974 (und zuvor überwiegend die Wahlen im Vorgänger-Wahlkreis The Hartlepools seit der Unterhauswahl 1945), jede Wahl gewonnen, bis Mortimer bei der Nachwahl von 2021 siegte und die erste konservative Unterhausabgeordnete in Hartlepool seit 1959 wurde.

## Das Wahlkreisgebiet
Derzeit ist das Gebiet des Wahlkreises praktisch identisch mit demjenigen des Borough of Hartlepool. Das Gebiet umfasst die Stadt Hartlepool und die nahegelegenen Ortschaften Hart, Elwick, Greatham, Newton Bewley und Dalton Piercy. Vor 1974 hatte der Wahlkreis die Bezeichnung The Hartlepools.

## Die Geschichte des Wahlkreises
Der jetzige Wahlkreis ist weitgehend mit dem früheren Wahlkreis The Hartlepools identisch. Aus diesem wurde 1974 der Wahlkreis Hartlepool.
Hartlepool galt seit seiner Gründung bis zur Wahl von 2021 als Labour-Hochburg. Allerdings gab es im Vorgänger-Wahlkreis in den frühen 1960ern und während des Zweiten Weltkrieges auch schon Abgeordnete der Konservativen.
Im März 1992 gab der langjährige Labour-Abgeordnete Edward Leadbitter sein Unterhaus-Mandat zurück. Sein Nachfolger wurde Peter Mandelson. Mandelsons Schlüsselrolle bei der Umgestaltung der Labour-Partei zu New Labour erregte viel Aufmerksamkeit.
Während der ersten Amtszeit der Labour-Regierung unter Tony Blair wurde Mandelson zweimal in das Kabinett berufen und musste zweimal im Zuge kleinerer Skandale zurücktreten. Bei der Wahl 2001 kam es zu einer bemerkenswerten Auseinandersetzung, als Arthur Scargill, der ehemalige Vorsitzende der National Union of Mineworkers und Vorsitzende der Socialist Labour Party, sich zur Wahl stellte in der Hoffnung, das Unbehagen gegenüber New Labour in den „traditionellen“ Labour-Kerngebieten nutzen zu können. Mandelson behielt jedoch seinen Sitz, während Scargill nur 912 Stimmen erhielt.
Mandelson trat als Abgeordneter für Hartlepool zurück, als er im Sommer 2004 zum EU-Kommissar ernannt wurde. Dies löste eine Nachwahl aus, die am 30. September stattfand. Bei der Nachwahl in Hartlepool – der letzten vor den Parlamentswahlen 2005 – konnte Iain Wright den Sitz für die Labour-Partei mit einer Mehrheit von 2.033 Stimmen halten. Es war das erste Mal, dass die United Kingdom Independence Party bei einer Nachwahl auf dem dritten Platz landete.
Die Labour-Partei hat den Sitz seit der Nachwahl mit einer schwindenden Mehrheit und einem sinkenden Stimmenanteil gehalten, und bei den letzten drei Parlamentswahlen haben drei Parteien den zweiten Platz belegt: die Liberaldemokraten 2005 (nach ihrem starken Ergebnis bei der Nachwahl im Vorjahr), die Konservative Partei 2010 und die UKIP bei der Wahl von 2015.
Im Mai 2010 erzielten die Konservativen in Hartlepool ihren landesweit größten prozentualen Stimmenzuwachs und verringerten die Labour-Mehrheit auf knapp über 5.500 Stimmen, während die UKIP 2015 mit 28 % ihren elftgrößten Stimmenanteil im Vereinigten Königreich verzeichnete und die Labour-Mehrheit auf knapp über 3.000 Stimmen reduzierte.

## Die Unterhauswahl von 2010
Sowohl die Parlamentswahlen von 2010 als auch von 2015 sowie mehrere Kommunalwahlen fanden vor dem Hintergrund einer möglichen Schließung der Krankenhäuser in Hartlepool und Stockton und ihrer Ersetzung durch ein neues „Superkrankenhaus“ im Nachbarort Wynyard statt. Es kam zur Schließung mehrerer Abteilungen des Krankenhauses und zur Verlagerung von Dienstleistungen aus Hartlepool. Der Umzug wurde zunächst vom Hartlepooler Abgeordneten Iain Wright unterstützt, während sich der Kandidat für Stockton South, James Wharton, bei den Parlamentswahlen 2010 dagegen aussprach. Es bildete sich eine große Protestgruppe, die sich gegen Wynyard aussprach und den Verbleib der Dienste in Hartlepool forderte, unterstützt durch eine Kampagne der Lokalzeitung Hartlepool Mail.
Nach der Rezession von 2008 kündigte die neue Koalitionsregierung an, die Wynyard-Vorschläge zu streichen, allerdings wurden keine Garantien für die Zukunft des Krankenhauses von Hartlepool gegeben. Dieses Thema beherrschte weiterhin die Politik in Hartlepool sowohl bei den Parlaments- als auch bei den Gemeinderatswahlen, was die Unterstützung für Iain Wright und die Labour-Partei, die die Wynyard-Pläne unterstützt hatte, verringerte, während viele unabhängige Kandidaten an Boden gewannen.
Bei den Parlamentswahlen 2010 bat die Konservative Partei Alan Wright, einen regionalen Rundfunksprecher der BBC und Kolumnisten der Hartlepool Mail, trotz seiner mangelnden politischen Erfahrung und Wahlkampferfahrung als ihr Kandidat anzutreten, in der Hoffnung, dass seine Bekanntheit helfen würde. Es wurde auch darauf hingewiesen, dass die Ähnlichkeit seines Namens mit dem des Parlamentsmitglieds der Stadt und die Tatsache, dass er auf dem Wahlzettel über ihm stehen würde, zu zusätzlichen Stimmen führen könnte. Die Konservative Partei erzielte dann auch mit 16,7 % den landesweit größten Stimmenzuwachs und verdrängte damit die Liberaldemokraten vom zweiten Platz, was ihr einen Stimmenanteil verschaffte, der weit über ihre traditionelle lokale Unterstützung hinausging.

## Die Unterhauswahl 2015
Der amtierende Abgeordnete Iain Wright war der einzige Kandidat aus dem Jahr 2010, der 2015 auf dem stark erweiterten Wahlzettel blieb. Die drei großen Parteien standen im Wettbewerb mit der UKIP, der Green Party und drei unabhängigen Kandidaten, die sich sämtlich vor allem für das Gesundheitswesen einsetzten.
Der bekannte örtliche Taxifahrer und Wohltätigkeitsorganisator Stephen Picton präsentierte sich als Stimme der Krankenhausaktivisten, wurde aber durch die Kandidatur von Sandra Allison in letzter Minute herausgefordert, die unter dem Motto „Ihre Stimme könnte unser Krankenhaus retten“ stand. John Hobbs, ein 80-jähriger Autismus-Aktivist, kandidierte mit dem Slogan „Tell it like it is“.
Die UKIP hatte Hartlepool als potenzielles Ziel ins Auge gefasst, und der Sitz wurde zu einem ihrer zehn wichtigsten Ziele auf nationaler Ebene sowie zu ihrem Hauptziel im Nordosten, was erhebliche Parteispenden, Besuche des Parteivorsitzenden Nigel Farage und einen Parteitag in der Region zur Folge hatte. Die Partei wählte Philip Broughton, einen ehemaligen konservativen Stadtrat und Wrestling-Unternehmer aus Stockton, zu ihrem Kandidaten. Die Konservative Partei bestimmte den Berater für öffentliche Angelegenheiten und Leistungsschwimmer Richard Royal als ihren Kandidaten.
Die auf das ganze Land bezogene „40/40-Strategie“ der Konservativen Partei hatte zur Folge, dass ein Großteil ihrer regionalen Ressourcen in die Wahlkreise Stockton South und Middlesbrough South and East Cleveland floss, so dass die Kandidaten gezwungen waren, Wahlkampf außerhalb ihrer gewählten Wahlkreise zu führen. Die Grünen wählten den lokalen Abgeordneten Michael Holt, der im Jahr zuvor wegen Behinderung eines Polizeibeamten bei einer Demonstration in London verhaftet worden war. (Die Anklage wurde später fallen gelassen.) Nur wenige Tage vor Ablauf der Nominierungsfrist wählten die Liberaldemokraten Hilary Allen aus Darlington zu ihrer Kandidatin.
Am Valentinstag 2015 wurde von den Initiativen „Save Our Hospital“ und der „Teesside Peoples' Assembly Against Austerity“ eine Kundgebung unter dem Motto „Wir lieben unser Krankenhaus“ organisiert, die im Stadtzentrum von Hartlepool eine große Menschenmenge anlockte. Die Kandidaten Iain Wright, Richard Royal, Philip Broughton, Stephen Picton und Michael Holt hielten neben anderen ausgewählten Rednern jeweils eine Rede. Es wurde berichtet, dass Wright von der Menge ausgebuht und ausgepfiffen wurde.
Einen Tag vor den Parlamentswahlen unternahm der örtliche Fußballverein Hartlepool United den noch nie dagewesenen Schritt, Wright offen zu kritisieren und die Fans anscheinend dazu aufzufordern, entweder Royal oder Broughton zu unterstützen, die sich beide mit der Vereinsführung getroffen und sich für die Interessen des Vereins eingesetzt hatten. Der Verein stand unter Druck, drohte abzusteigen und hatte einen anhaltenden Grundstücksstreit mit dem Labour Council.
Während des gesamten Wahlkampfs versuchten sowohl Phillip Broughton als auch Richard Royal, sich als die einzig mögliche Alternative zu Iain Wright darzustellen. Broughton verteilte Flugblätter, in denen er behauptete, dass die Wahl in Hartlepool ein „Zweierrennen“ sei, und Royal verwies auf das knappe Ergebnis von 2010 mit seinem Slogan „Wright for your town? Falsch für Ihre Zukunft. Machen Sie Hartlepool königsblau“. (Wortspiel mit dem Namen Wright, der akustisch so klingt wie „right“ und seinem eigenen Namen Royal) Infolgedessen wurde ein Großteil der Anti-Labour-Stimmen aufgeteilt, wobei UKIP und die Konservativen zusammen zwar 48,9 % gegenüber Iain Wrights 35,6 % erhielten, aber keine von beiden genügend Stimmen für sich verbuchen konnte, um Labour zu besiegen. In der Wahlnacht selbst sah es einmal so knapp aus, dass zunächst eine Neuauszählung fällig wurde, die sich jedoch nach der Einbeziehung der Briefwahlstimmen als unnötig erwies.

## Die Unterhauswahl 2017
Beim EU-Referendum 2016 hatten die Wähler in Hartlepool mit 69,5 % für den Austritt aus der EU gestimmt. Hartlepool war damit einer der Wahlkreise im Vereinigten Königreich, in denen besonders viele der Anhänger von Labour für den Austritt stimmten. Obwohl die starke Euroskepsis in der Region dazu führte, dass der Sitz als gefährdet für die Labour-Partei angesehen wurde, konnte der neue Labour-Kandidat Mike Hill bei den Parlamentswahlen 2017 den Sitz halten, wobei die Stimmen der UKIP um 17 Punkte fielen und die der Labour-Partei um 17 Punkte stiegen. Damit erreichte die Labour-Partei in Hartlepool ihre größte Mehrheit bei den Abstimmungen seit 2001.
Nachdem im September 2019 der Vorwurf der sexuellen Nötigung gegen ihn erhoben worden war, saß Hill als Unabhängiger im Unterhaus. Drei Wochen später wurde die Anschuldigung jedoch zurückgezogen, und er wurde wieder Mitglied der Fraktion.

## Die Nachwahl 2021
Am 16. März 2021 trat Mike Hill als Abgeordneter für Hartlepool zurück und löste eine Nachwahl aus. Die Wahl wurde von Jill Mortimer von der Konservativen Partei gewonnen.

## Die Unterhausabgeordneten
| Wahl          | Kandidat        | Partei       | Partei |
| ------------- | --------------- | ------------ | ------ |
| Februar 1974  | Ted Leadbitter  | Labour Party |        |
| 1992          | Peter Mandelson | Labour Party |        |
| Nachwahl 2004 | Iain Wright     | Labour Party |        |
| 2017          | Mike Hill       | Labour Party |        |
| 2019          | Mike Hill       | unabhängig   |        |
| 2019          | Mike Hill       | Labour Party |        |
| Nachwahl 2021 | Jill Mortimer   | Konservative |        |

## Wahlergebnisse

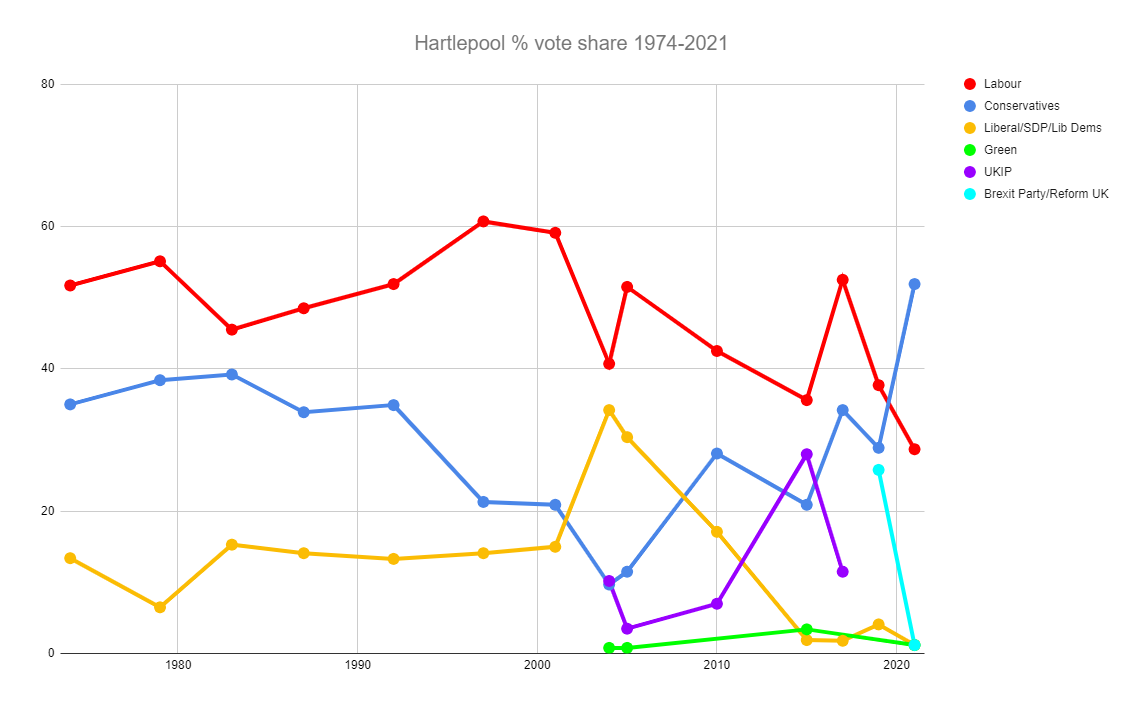
Hartlepool – Anteile an den Wählerstimmen seit Bestehen des Wahlkreises 1974

### Wahlergebnisse in den 2020er Jahren

#### Nachwahl 2021
| Partei                             | Kandidat                           | Stimmen         | %      | ±%    |       |
| ---------------------------------- | ---------------------------------- | --------------- | ------ | ----- | ----- |
| Konservative                       | Jill Mortimer                      | 15.529          | 51,9   | +23,0 |       |
| Labour                             | Paul Williams                      | 8.589           | 28,7   | −9,0  |       |
| Unabhängiger                       | Sam Lee                            | 2.904           | 9.7    | N/A   |       |
| Heritage                           | Claire Martin                      | 468             | 1,6    | N/A   |       |
| Reform UK                          | John Prescott                      | 368             | 1,2    | −24,6 |       |
| Grüne                              | Rachel Featherstone                | 358             | 1,2    | N/A   |       |
| Liberaldemokraten                  | Andy Hagon                         | 349             | 1,2    | −2,9  |       |
| Unabhängige                        | Thelma Walker                      | 250             | 0.8    | N/A   |       |
| ohne Zuordnung                     | Chris Killick                      | 248             | 0,8    | N/A   |       |
| North East                         | Hilton Dawson                      | 163             | 0,5    | N/A   |       |
| Unabhängiger                       | W. Ralph Ward-Jackson              | 157             | 0,5    | N/A   |       |
| Women’s Equality                   | Gemma Evans                        | 140             | 0.5    | N/A   |       |
| Unabhängiger                       | Adam Gaines                        | 126             | 0.4    | N/A   |       |
| SDP                                | David Bettney                      | 108             | 0.4    | N/A   |       |
| Monster Raving Loony               | The Incredible Flying Brick        | 104             | 0,3    | N/A   |       |
| Freedom Alliance                   | Steve Jack                         | 72              | 0,2    | N/A   |       |
| Mehrheit                           | Mehrheit                           | Mehrheit        | 6.940  | 23,2  | N/A   |
| Wahlbeteiligung                    | Wahlbeteiligung                    | Wahlbeteiligung | 29.933 | 42,7  | −15,2 |
| Konservative erobern den Wahlkreis | Konservative erobern den Wahlkreis | Swing           | +16,0  |       |       |